# 石井幸喜
石井 幸喜（いしい こうき、1954年8月3日 - ）は、日本の元プロボクサーである。北海道千歳市出身。
黒人アメリカ兵の父と日本人の母とのハーフ。

## 来歴
- 自衛隊体育学校では1977年に全日本社会人選手権フェザー級で優勝。翌1978年には、全日本社会人2連覇、全日本選手権優勝、バンコクアジア大会優勝と勝ち続け、ユーゴスラビアのベオグラードで行われた第2回世界選手権にはフライ級で出場し、日本人初のメダルとなる銅メダルを獲得。「モスクワの星」と注目を浴びるが、母親が病気で治療費を稼ぐためプロに転向[1]。
- 鳴り物入りでSB日東ボクシングジム（後の日東ジム）よりデビュー。
- 1979年2月20日、プロデビューを8回戦から行い7回KOで勝利。
- 1979年12月18日、2戦目を後の日本フライ王者となる船木和義と行い10回判定で勝利。
- 1980年11月4日、5連勝で日本フライ級王者玉城和昌とのノンタイトル戦を、6回KOで下す。
- 1981年3月3日、OPBF東洋太平洋フライ級王者楊弘洙に後楽園ホールのノンタイトル戦で挑み、10回判定で勝利し7連勝。
- 1981年6月9日、玉城に敗れ陥落した前日本フライ級王者牧公一に10回判定で勝利し8連勝。
- 1982年2月10日、9戦全勝で韓国大邱にて金喆鎬が持つWBC世界ジュニアバンタム級王座に挑戦しダウンを奪うなど健闘するが、8回KOを喫し王座獲得に失敗。
- 1982年11月15日、その後2連勝で日本ジュニアフライ級王者佐藤勝美の初防衛戦に挑むも10R引分で王座獲得できず。
- 1983年8月5日、1戦1勝後穂積秀一が持つ日本フライ級王座に挑むが、8回KO負けを喫し、この試合を最後に引退。プロでは無冠に終わった。
- 引退後は東京都中央区日本橋人形町のトンカツ屋「キラク」の娘と結婚し、トンカツ屋に勤務。その後独立し、夫婦でトンカツ屋「そよいち」を経営している。

## 戦績
15戦12勝（7KO）2敗1分